# Jan Maas (ciclista 1996)
Jan Maas (Bergen op Zoom, 19 febbraio 1996) è un ciclista su strada olandese che corre per il team Cofidis; è attivo in formazioni UCI dal 2015.

## Palmarès

### Strada
- 2014 (Juniores)

Tour de Okinawa Junior

#### Altri successi
- 2014 (Juniores)

2ª tappa, 1ª semitappa Aubel-Thimister-La Gleize (Thimister, cronosquadre)
- 2016 (Rabobank Development Team)

Ronde van Hoogerheide
- 2020 (Leopard Pro Cycling)

Trofeo Ciutat de Manacor

## Piazzamenti

### Grandi Giri
- Giro d'Italia

2025: 139º

### Classiche monumento
- Milano-Sanremo

2023: 119º
2025: 118º
- Parigi-Roubaix

2022: fuori tempo massimo
- Liegi-Bastogne-Liegi

2022: 82º
2023: ritirato
2025: ritirato

### Competizioni mondiali
- Campionati del mondo

Ponferrada 2014 - In linea Junior: 51º
Innsbruck 2018 - In linea Under-23: 72º
Monaco di Baviera 2022 - In linea Elite: 61º
Glasgow 2023 - In linea Elite: ritirato